# Wenezuela na Letnich Igrzyskach Olimpijskich 2008
Wenezuela uczestniczyła w letnich igrzyskach olimpijskich po raz 16. W Pekinie rywalizowało 109 zawodników w 21 sportach.

## Zdobyte medale
| Medal | Zawodnik        | Dyscyplina sportowa | Konkurencja               |
| ----- | --------------- | ------------------- | ------------------------- |
| Brąz  | Daria Contreras | Taekwondo           | kategoria do 49 kg kobiet |

## Reprezentanci

### Łucznictwo
- Leydis Brito przeszła do 1/32 finału odpadła z Gruzinką Khatuną Narimanidze.

### Lekkoatletyka
- José Acevedo odpadł w pierwszej rundzie biegu na 200m zajmując 5. miejsce.

### Boks
- Eduard Bermudez odpadł w 1/32 finału z Zou Shimingiem.
- Héctor Manzanilla odpadł w ćwierćfinale z Bruno Juliem.
- Jhonny Sanchez odpadł w 1/16 finału z Serikem Sapiyevem.
- Alfonso Blanco odpadł w 1/16 finału z Argenis Casimiro
- Luis Gonzalez odpadł w ćwierćfinale z Imrem Szellő
- Jose Payares odpadł w 1/16 finału z Newfelem Ouatah